# MP-448 «Скиф»
MP-448 «Скиф» — опытный российский самозарядный пистолет, разработанный в конце 1990-х годов на основе конструкции пистолета ПМ.

## Конструкция
Автоматика пистолета работает по принципу отдачи свободного затвора.
Основным отличием MP-448 от пистолета Макарова является использование полимерной рамки (из литьевой термопластмассы, в которой размещены стальные вставки, образующие направляющие для кожуха-затвора), это позволило уменьшить массу оружия. Кроме того, изменена конструкция защёлки магазина, которая находится с левой стороны рукоятки у основания спусковой скобы. Также, изменена конфигурация рукояти с целью повысить удобство удержания оружия.
Прицельные приспособления состоят из мушки, выполненной как часть затвора-кожуха, и целика, закреплённого в пазе типа «ласточкин хвост» с возможностью внесения боковых поправок.
Магазин с двухрядным расположением патронов, повторяющий конструкцию магазина ПММ, имеет пластиковую крышку с передним выступом для наложения на него мизинца удерживающей оружие руки стрелка.
Спусковая скоба пистолета МР-448 «Скиф» в своей передней части имеет плоскую поверхность для облегчения ведения стрельбы с двух рук. Для возможности стрельбы как с правой, так и с левой руки органы управления могут быть переустановлены по обе стороны рамки.
Неполная разборка МР-448 несколько отличается от разборки пистолета ПМ — вместо подвижной спусковой скобы роль замыкателя затвора выполняет специальный поворотный рычажок, расположенный слева на рамке, над спусковой скобой.

## Варианты и модификации
- МР-448 «Скиф» — модель под патрон 9×18 мм ПМ[3]
- МР-448С «Скиф» — модель под патрон 9×17 мм К[3]
- МР-448С «Скиф-мини» — компактная модификация под патрон 9×17 мм К[3]

## Страны-эксплуатанты
- Беларусь — 10 пистолетов MP-448 было закуплено для учебного центра МВД РБ «Центр повышения квалификации руководящих работников и специалистов „Центр специальной подготовки“[4], также они разрешены к использованию в тирах физкультурно-спортивного общества «Динамо»[5]
- Казахстан — с 2003 года[6] сертифицирован в качестве служебного оружия[7]
- Россия — МР-448 под патрон 9×17 мм К сертифицирован в качестве служебного оружия и разрешён к использованию в учебных центрах по подготовке, повышению квалификации и проверке навыков сотрудников частных охранных структур[8]

## Музейные экспонаты
- один пистолет МР-448 «Скиф» является экспонатом музейно-выставочного комплекса стрелкового оружия имени М. Т. Калашникова в Ижевске